# Johann Friedrich Struensee
Johann Friedrich Struensee, född 5 augusti 1737 i Halle, död 28 april 1772 i Köpenhamn (avrättad), var en tysk läkare och statsman. Han var Danmarks ledare i lite mer än ett år, och han lyckades med regeringen bland annat avskaffa slaveriet och censuren.

## Biografi

### Utbildning och karriär
Johann Friedrich Struensee tog 1757 medicinsk doktorsgrad, följde samma år sin far till Altona samt blev 1758 stadsfysikus där och fick efter hand stor praktik genom nya och dristiga kurer. År 1763 utgav han tillsammans med David Panning Monatsschrift zum nutzen und vergnügen. I motsats till sin pietistiske far var Struensee en avgjord fritänkare och hyllade encyklopedisternas läror. Han trädde tidigt i förbindelse med greve Rantzau-Ascheberg och blev dessutom god vän med Enevold Brandt. Då Kristian VII i maj 1768 reste utomlands, blev Struensee på dessa mäns rekommendationer hans livmedikus på resan och vann till den grad hans ynnest, att han efter hemkomsten blev etatsråd redan den 12 maj 1769 och den 17 januari 1770 fick sig boning anvisad på Christiansborgs slott. Efter hand fick Struensee fullständigt herravälde över den sinnessvage kungen, och trots att han ursprungligen var illa ansedd av drottning Caroline Mathilde av Storbritannien för sitt dåliga rykte, vann han också hennes ynnest, dels som läkare för henne och kronprinsen (Fredrik VI), dels som mellanhand mellan henne och kungen.

### Struensee tog makten i Danmark
I maj 1770 blev Struensee konferensråd och föreläsare hos kungen, men redan förut, ungefär från årets början, knöts ett nära förhållande mellan honom och drottningen, vilket blev ödesdigert för dem bägge. Under sommarens lopp undanträngde Struensee kungens förre gunstling greve Holck och fick i hans ställe sin vän Brandt insatt som kungens ständige umgängesvän. Han lyckades även få Rantzau återkallad till hovet och störtade med hans hjälp den 13 september 1770 dåvarande premiärministern greve Bernstorff. Kort dessförinnan, den 4 september, hade Struensee utverkat en kabinettsorder om avskaffandet av censuren och införandet av oinskränkt tryckfrihet, vilken orders kungörande väckte uppmärksamhet över hela Europa och förskaffade kungen ett offentligt tack av Voltaire. Därmed börjades Struensees styrelse, som varade i 16 månader och satte en stark prägel på utvecklingen i Danmark.
Struensee lät geheimekonseljen bestå till 27 december 1770 och nöjde sig med att som "maître des requêtes" föredraga dess förslag inför kungen, men dess makt var bruten, och efter dess upplösning infördes en kabinettsregering, såsom bäst överensstämmande med kungens envälde; i allt utfärdades 600 kabinettsorder under nämnda tidrymd. Slutligen blev Struensee den 14 juli 1771 utnämnd till geheimekabinettsminister, med fullmakt att utfärda kabinettsorder under kungligt sigill och utan kungens personliga underskrift, så att han i själva verket blev enväldig. En vecka förut hade prinsessan Lovisa Augusta blivit född, allmänt ansedd som frukten av hans förbindelse med drottningen, och en vecka därefter, på hennes dopdag, blev Struensee, tillika med Brandt, upphöjd till greve.

### Motarbetad och avsatt

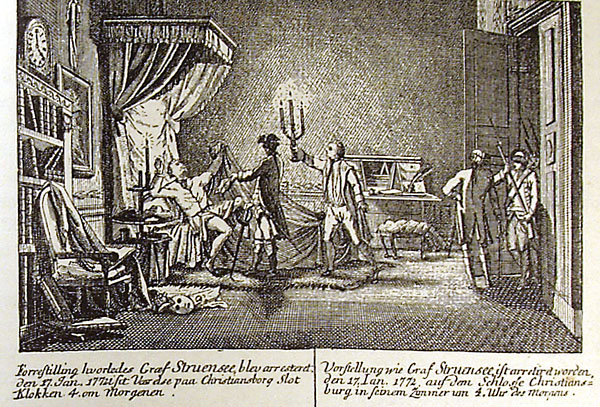
Struensee arresteras. Samtida träsnitt.

Emellertid hade en stark ovilja mot Struensee väckts bland folket. Dels förargade man sig över att inget gjordes för att dölja nyssnämnda förhållande, dels upprördes man över den godtycklighet, varmed reformerna genomfördes, och den ringaktning, som visades för folkets språk genom att alla skrivelser till och från kungen var författade på tyska, och för danska sedvänjor och för folkets mening. Den tryckfrihet, som Struensee hade genomfört, blev ett mäktigt vapen mot honom själv genom att de bittraste angrepp och de hätskaste beskyllningar utslungades emot honom, så att han den 7 oktober 1771 åter nödgades inskränka den. Misstankar närdes om, att Struensee inte bara bedrog, utan även misshandlade kungen och att han umgicks med planer på att avsätta honom och göra drottningen till regent. Även den enkla och stränga uppfostran, som kronprinsen fick efter rousseauskt mönster, uttyddes som misshandel.
Då Struensee dessutom vid flera tillfällen, särskilt då livgardet julaftonen 1771 motsatte sig sin upplösning som särskild kår, hade visat sig rådvill och svag, stiftades en sammansvärjning mot honom mellan änkedrottningen Juliana Maria, hennes son arvprinsen Fredrik, Guldberg, greve Rantzau, som kände sig tillbakasatt, Beringskjold och ett par officerare.
Efter en hovbal natten mellan den 16 och den 17 januari 1772 blev Struensee fängslad av en överste, och kungen, som av de sammansvurna skrämdes upp ur sömnen, underskrev viljelös en order om att fängsla drottningen, Struensee och dennes vänner, främst Brandt. En kommission tillsattes för att döma den fallne statsmannen, och 25 april dömdes Struensee och Brandt som majestätsförbrytare – Struensee närmast för den kränkning av Kongeloven, som hans utnämning till kabinettsminister innebar – att mista liv, ära och gods. Proceduren med Struensee var lika hätsk som domen var skoningslös och utförandet skyndsamt. Den 27 april skrev kungen under domen, och följande dag verkställdes avrättningen. Liken lades på stegel och hjul.

### Vad Struensee åstadkom
Struensee sökte införa större ordning och enkelhet i förvaltningen, införde departementalstyrelse i stället för den kollegiala och ville skarpare begränsa området för varje särskild förvaltningsgren; han upprättade sålunda särskilt utrikesdepartement (förr förbundet med det tyska kansliet för hertigdömena) och samlade alla finansärenden under ett nytt finanskollegium, varjämte statens alla inkomster indrogs i samma statskassa. Højesteret fick större självständighet; de många särskilda domstolarna i huvudstaden samlades till en enda Hof-og stadsret; tortyren avskaffades, och strafflagarna mildrades, under det att bruket av den kungliga benådningsrätten inskränktes. Vidare upphävdes föräldrars rätt att egenmäktigt sända sina barn som vanartiga till korrektionsanstalt. Struensee började vidare upphäva adelns privilegier och sökte inskränka det missbruk, som drevs med titel- och rangväsendet. Han indrog en del kyrkliga helgdagar, tillät äktenskap i dittills förbjudna släktled och sökte få bort den skamfläck lagen satte på oäkta barn. Bondeståndets frigörelse förbereddes genom laglig begränsning av hoveriet, och flera steg i den riktningen togs. Planer hystes om skolväsendets ombildning, om nya statuter för universitetet och om upprättandet av eget universitet för Norge i Kristiansand.
Betecknande var ringaktningen för gamla bruk och föreställningar samt för gällande rättigheter: den forna hovetiketten gjordes mindre sträng, och umgängesformerna blev friare; Köpenhamns kommunala ordning upphävdes i öppen strid mot stadens privilegier från 1661; många högre ämbetsmän avskedades alldeles godtyckligt, pensioner drogs in och så vidare. Eftersom Struensee i många hänseenden var före sin tid, kränkte han folket till och med genom sådana reformer, som andra senare återupptog, sedan de av hans närmaste efterträdare (Guldberg) avskaffats. Struensee avskaffade systemet med statliga subventioner av fabriker, men den sparsamhet, som gav sig uttryck i hästgardets upplösning, avbrytandet av Marmorkyrkans byggande och dylikt, motvägdes av det slöseri, som hovets fester och förlustelser medförde. Upprättandet av nummerlotteriet för anskaffande av nya inkomster var särdeles olyckligt.
I sin utrikespolitik försökte Struensee göra Danmark mer oavhängigt av Ryssland och ville särskilt inte understödja Rysslands inblandning i Sveriges inre förhållanden i avsikt att bibehålla frihetstidens styrelsesätt.

## Johann Friedrich Struensee i populärkultur

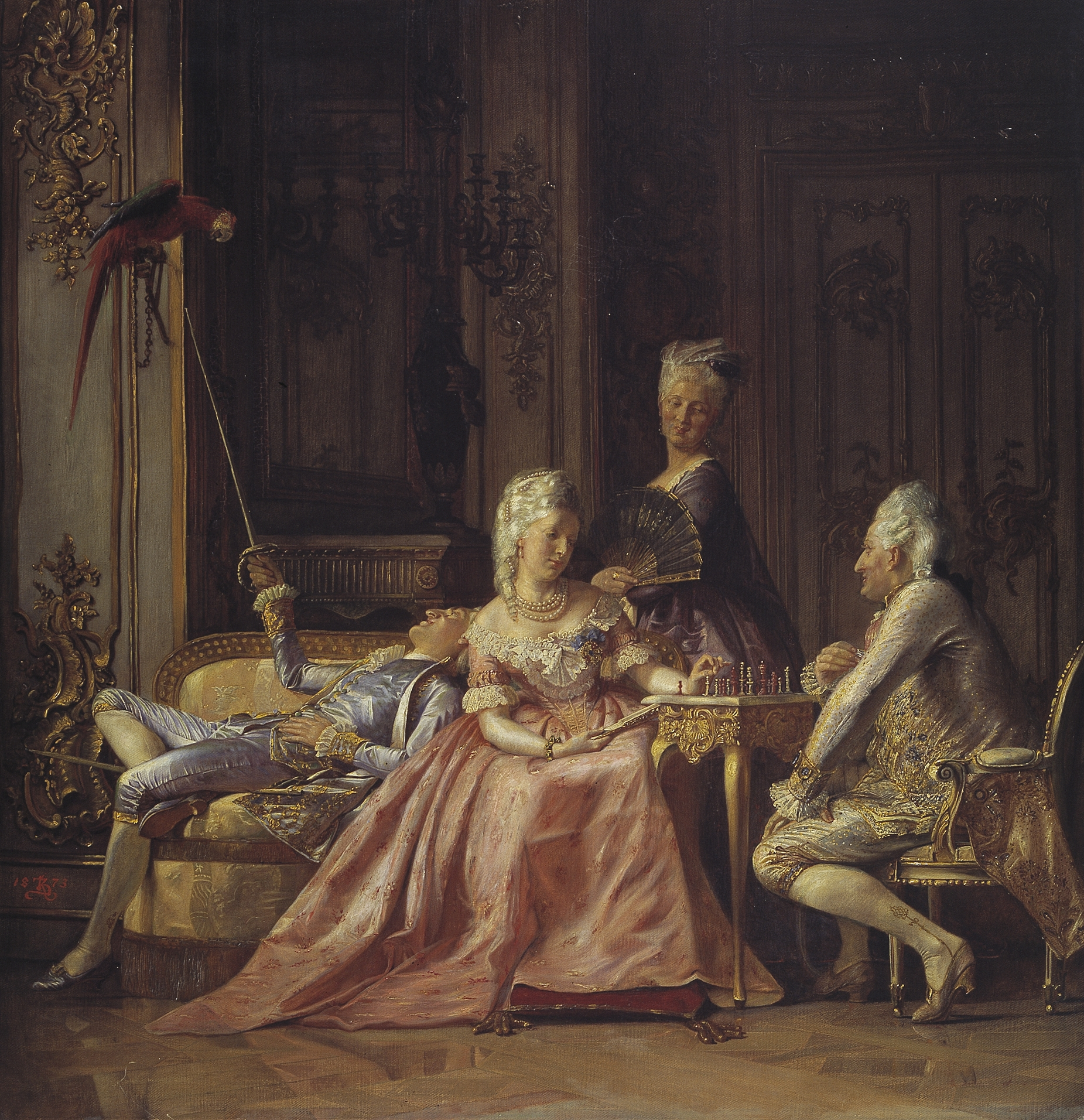
Kristian Zahrtmann: Scene från Christian VII:s hov, 1873 (Den Hirschsprungske Samling).

Åtskilliga böcker om och filmatiseringar av Struensees liv har producerats under åren:

### Filmer
- 1923: Die Liebe einer Königin – tysk stumfilm från 1923 i regi av Ludwig Wolff med Harry Liedtke i rollen som Johann Friedrich Struensee.[6]
- 1935: The Dictator – brittisk historisk dramafilm från 1935 i regi av Victor Saville, med Clive Brook i rollen som Johann Friedrich Struensee.[7]
- 1957 : Drottningens älskare (tyska: Herrscher ohne Krone) – västtysk historisk dramafilm från 1957 i regi av Harald Braun, med O.W. Fischer i rollen som Struensee.[8] Filmen är baserad på romanen Der Favorit der Königin från 1935 av den tyska författaren Robert Neumann.
- 2012: A Royal Affair (danska: En kongelig affære) – dansk Oscar–nominerad historisk dramafilm från 2012 i regi av Nikolaj Arcel med Mads Mikkelsen i rollen som Johann Friedrich Struensee. Filmen är baserad på romanen Prinsesse af blodet från 2000 av den danska författaren Bodil Steensen-Leth.[9]